# Ateritz
Ateritz is een plaats en voormalige gemeente in de Duitse deelstaat Saksen-Anhalt, en maakt deel uit van de Landkreis Wittenberg. De toenmalige zelfstandige gemeente werd op 1 januari 2006 geannexeerd door Kemberg.